# Johann Greif
Johann Greif (geboren  8. Mai 1892 in Schluckenau, Österreich-Ungarn; gestorben 28. Januar 1937 in Dobrzan) war ein tschechoslowakischer Politiker der deutschen Minderheit und Abgeordneter im tschechoslowakischen Abgeordnetenhaus.

## Leben
Greif stammte aus einer Arbeiterfamilie. Er besuchte die Volksschule, die Bürgerschule und die Fachschule in Schluckenau und arbeitete in verschiedenen Textilbetrieben. Von 1912 bis 1918 leistete er Militärdienst, wobei er im Ersten Weltkrieg an der serbischen und an der italienischen Front eingesetzt war. Nach dem Krieg arbeitete er zunächst in einem elektrotechnischen Unternehmen, seit 1921 war er dann Angestellter der christlichen Gewerkschaftsorganisation und arbeitete zunächst in Warnsdorf und Schluckenau, später in Falkenau a.d. Eger.  
Von 1925 bis 1935 saß Greif für die Christlich-Soziale Partei im tschechoslowakischen Abgeordnetenhaus. 